# Будинок Лисака-Гаркавенка
Буди́нок Лисака́-Гарка́венка — будинок в Черкасах, збудований у 90-их роках XIX століття.
Будинок був збудований в 1890-их роках черкаськими підприємцями Ф. І. Лисаком та М. Ф. Гаркавенком. 1918 року приміщення було передане установі Науково-історико-педагогічний музей імені Т.Г.Шевченка. 1919 року в будинку відкрили готель «Петроградські номери». З утворенням Черкаської області 1954 року, на першому поверсі розташовувалось обласне фінансове управління, на другому — обласний радіокомітет, а згодом — редакція черкаської районної газети «Серп і молот» та інші установи. Насьогодні будинок є другим корпусом Черкаської музичної школи №1 імені М. В. Лисенка.

## Дивись також
- Прибутковий будинок Лисака-Гаркавенка